# Purtător de forță
În teoria cuantică a câmpurilor, o particulă purtătoare de forță (cunoscută și ca particulă mesageră, particulă intermediară sau particulă de schimb) este un tip de particulă care dă naștere forțelor dintre alte particule. Aceste particule servesc dept cuante ale unui anumit tip de câmp fizic.

## Puncte de vedere pentru particule și câmp
Teoriile cuantice ale câmpurilor descriu natura în termeni de câmpuri. Fiecare câmp are o descriere complementară ca fiind mulțimea particulelor de un anumit tip. O forță între două particule poate fi descrisă fie ca acțiunea unui câmp de forță generat de o particulă asupra celeilalte, fie în termeni de schimb de particule virtuale purtătoare de forță între ele.
Energia unei unde într-un câmp (de exemplu, undele electromagnetice în câmpul electromagnetic) este cuantificată, iar excitațiile cuantice ale câmpului pot fi interpretate ca particule. Modelul standard conține următoarele particule, fiecare dintre acestea fiind o excitație a unui anumit câmp:
- Gluoni, excitații ale câmpului gauge tare.
- Fotoni, bosoni W și bosoni Z, excitații ale câmpurilor gauge electroslabe.
- Bosonii Higgs, excitații ale unei componente a câmpului Higgs, care oferă masă particulelor fundamentale.

În plus, particulele compozite precum mezonii, precum și cvasiparticulele, pot fi descrise ca excitații ale unui câmp eficient.
Gravitația nu face parte din modelul standard, însă se presupune existența unor particule numite gravitoni care reprezintă excitațiile undelor gravitaționale. Statutul acestei particule este încă incert din cauza teoriei incomplete și a faptului că interacțiunile gravitonilor individuali ar putea fi prea slabe pentru a fi detectate.

## Forțele din punctul de vedere al particulei

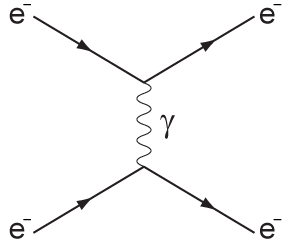
O diagramă Feynman a împrăștierii între doi electroni prin emiterea unui foton virtual.

Atunci când o particulă se dispersează de pe alta, modificându-i traiectoria, există două moduri de a gândi la acest proces. În imaginea câmpului, ne imaginăm că forța generată de o particulă acționează asupra celeilalte. Alternativ, ne putem imagina o particulă care emite o particulă virtuală ce este absorbită de cealaltă. Particula virtuală transferă impuls de la o particulă la alta. Această perspectivă asupra particulelor este deosebit de utilă atunci când există un număr mare de corecții cuantice complicate la calcul, deoarece aceste corecții pot fi vizualizate ca diagrame Feynman care conțin particule virtuale suplimentare.
Un alt exemplu care implică particule virtuale este dezintegrarea beta, unde un boson W virtual este emis de un nucleon și apoi se dezintegrează în e± și (anti)neutrino.
Descrierea forțelor în termeni de particule virtuale este limitată de aplicabilitatea teoriei perturbațiilor din care derivă. În anumite situații, precum QCD la energii joase și descrierea stărilor legate, teoria perturbațiilor nu mai este valabilă.

## Istoric
Conceptul de particule mesager își are originile în secolul al XVIII-lea, când fizicianul francez Charles Coulomb a demonstrat că forța electrostatică dintre obiectele încărcate electric respectă o lege similară cu legea atracției universale. Această relație a devenit cunoscută ulterior sub numele de legea lui Coulomb. Până în 1862, Hermann von Helmholtz a descris o rază de lumină ca fiind „cel mai rapid dintre mesageri”. În 1905, Albert Einstein a propus existența unei particule de lumină ca răspuns la întrebarea „ce sunt cuantele de lumină?”
În 1923, la Universitatea Washington din St. Louis, Arthur Holly Compton a demonstrat un efect cunoscut acum ca efectul Compton. Acest efect poate fi explicat doar dacă lumina poate acționa ca un flux de particule și a convins comunitatea fizicienilor de existența particulei de lumină a lui Einstein. În cele din urmă, în 1926, cu un an înainte de publicarea teoriei mecanicii cuantice, Gilbert N. Lewis a introdus termenul „foton”, care a devenit rapid numele pentru particula de lumină a lui Einstein. De aici, conceptul de particule mesager a continuat să se dezvolte, incluzând purtători de forță masivi (de exemplu, pentru potențialul Yukawa).